# الغادین، فورتو
الغادین، فورتو یک منطقهٔ مسکونی در اریتره است که در Gash-Barka Region واقع شده‌است.

## خصوصیات
الغادین ۸۶۱ متر بالاتر از سطح دریا واقع شده‌است.